# 연수 (고구려)
연수(延壽)는 삼국시대의 연호로 451년, 고구려 장수왕의 연호로 추정된다.

## 개요
1926년 경주 서봉총(瑞鳳塚)에서 발굴된 은합(銀盒)의 명문에서 발견되었다. 명문에는 ‘延壽元年’이라는 연호와 ‘신묘(辛卯)’라는 간지가 기록되어 있다. 고구려 장수왕 시기의 유물인 호우명그릇과 은합의 양식이 비슷하여 451년(장수왕 39년) 고구려의 장수왕이 사용한 연호로 보는 것이 일반적이다. 그러나 다른 견해로 391년, 511년으로 비정하기도 하며, 신라에서 사용된 연호라는 주장도 있다.

## 같이 보기
- 한국의 연호